# Władysław Bortnowski
Władysław Bortnowski, né le 12 novembre 1891 à Radom et mort le 21 novembre 1966 à Doylestown en Pennsylvanie, est un officier général polonais (major général dans la hiérarchie polonaise).

## Biographie
Il commanda d'abord le 37e Régiment de 1925 à 1926.
De 1927 à 1930, il commanda l'infanterie de la 26e, puis de la 14e Division.
Il fut ensuite attaché à l’Inspectorat de l’Armée, à Toruń, de 1930 à 1931.
Il commande la 3e Division de 1931 à 1938, date à laquelle on lui confia le commandement du Groupe opérationnel Zaolzie (1938-1939).
En 1939, il est Inspecteur de l’Armée à l’État-major.
Au début de la Campagne de Pologne de 1939, il est nommé général de division et placé à la tête de l’Armée Pomorze. Il parvient à percer vers le sud et participe à la Bataille de la Bzura au cours de laquelle il sera sérieusement blessé.
Fait prisonnier, il restera en captivité en Allemagne dans différents camps et finira la guerre à l’Oflag VII-A Murnau où il sera libéré en 1945 par les forces alliées.
Il restera en exil, d'abord au Royaume-Uni, puis aux États-Unis, où il décèdera le 21 novembre 1966 à Doylestown, en Pennsylvanie.